# 汉语大字典
《汉语大字典》是由徐中舒主编、四川辞书出版社和湖北辞书出版社联合出版的一部汉语字典。第一版共8卷，收楷书单字54678个，由300多名参与者经过10年编纂完成，从1986年10月起陆续出版，至1990年全部出齐，并有八个不同版本，诸如缩印本、普及本等等，以供不同的读者选用。它是至1994年为止，世界上收集汉字单字最多的一部字典。第二版于2010年出版，收字总数为60370个，为9卷本。2018年1月15日，《汉语大字典》（第二版缩印本）新书发布在北京举行。缩印本由原九卷变为上下两卷，便于携带使用，并改正了原书中的上千处错误，内容更加完善。第三版修订工程于2024年启动。
该书对汉字的形音义都作了系统地解释：不仅全面整理了古今楷书汉字，为了反映汉字的形体变化，还收录了有代表性的甲骨文、金文、篆书和隶书形体；不仅使用汉语拼音字母标注字的现代读音，更使用反切注明中古音、通过韵部反映上古音；释义完备，本义、派生义、通假义都加以详述。

## 曾获荣誉
该字典曾获中国图书奖。 
2013年，国家新闻出版广电总局开展的“第三届中国出版政府奖评选表彰活动”中，《汉语大字典》（第二版）（九卷本）等109种图书获提名图书奖，后包括该书在内的56部图书入选图书奖获奖名单，公示后于2013年12月31日获得“第三届中国出版政府奖·图书奖”。2014年1月3日，广电总局正式公布获奖名单，1月4日举行第三届中国出版政府奖表彰大会，该书获得表彰。